# Kristian Bjørnsen
Kristian Bjørnsen (Stavanger, 10 de enero de 1989) es un jugador de balonmano noruego que juega de extremo derecho en el Aalborg HB. Es internacional con la selección de balonmano de Noruega.
Con la selección logró la medalla de plata en el Campeonato Mundial de Balonmano Masculino de 2017 y en el Campeonato Mundial de Balonmano Masculino de 2019.

## Carrera
Kristian comenzó a jugar al balonmano en un equipo de su ciudad natal en el año 2009. Y a partir de ese año y hasta el 2014 jugó en el también equipo noruego del Fyllingen Bergen. En el año 2014 fichó por el IFK Kristianstad de la Handbollsligan sueca. Este jugador llamó la atención en el Europeo 2016, donde fue el tercer máximo goleador de la competición con 45 goles y llegó con su selección hasta semifinales derrotando incluso a Francia. En verano de ese mismo año fue fichado por el HSG Wetzlar de la Bundesliga alemana. En el Campeonato Mundial de Balonmano Masculino de 2017 logró la plata con su selección y fue el cuarto máximo goleador del campeonato. Además, fue elegido en el equipo ideal del campeonato junto a dos compañeros suyos: Sander Sagosen y Bjarte Myrhol.

## Palmarés

### Selección nacional
| Campeonato Mundial | Campeonato Mundial        | Campeonato Mundial | Campeonato Mundial |
| Año                | Lugar                     | Medalla            |                    |
| ------------------ | ------------------------- | ------------------ | ------------------ |
| 2017               | Francia                   | Medalla de plata   |                    |
| 2019               | Alemania y Dinamarca      | Medalla de plata   |                    |
| Campeonato Europeo |                           |                    |                    |
| Año                | Lugar                     | Medalla            |                    |
| 2020               | Austria, Noruega y Suecia | Medalla de bronce  |                    |

### Kristianstad
- Liga sueca de balonmano masculino (2): 2015, 2016

### Aalborg
- Liga danesa de balonmano (1): 2024
- Copa de Dinamarca de balonmano (1): 2021

## Clubes
| Club               | País      | Año         |
| ------------------ | --------- | ----------- |
| Stavanger Handball | Noruega   | 2009        |
| Fyllingen Bergen   | Noruega   | 2009 - 2014 |
| IFK Kristianstad   | Suecia    | 2014 - 2016 |
| HSG Wetzlar        | Alemania  | 2016 - 2021 |
| Aalborg HB         | Dinamarca | 2021 - Act. |